# Comuna Kneaze-Hrîhorivka, Velîka Lepetîha
Kneaze-Hrîhorivka (în ucraineană Князе-Григорівка) este o comună în raionul Velîka Lepetîha, regiunea Herson, Ucraina, formată din satele Kneaze-Hrîhorivka (reședința) și Serednie.

## Demografie
Componența lingvistică a comunei Kneaze-Hrîhorivka
     Ucraineană (95,01%)
     Rusă (3,55%)
     Alte limbi (0,1%)
Conform recensământului din 2001, majoritatea populației comunei Kneaze-Hrîhorivka era vorbitoare de ucraineană (95,01%), existând în minoritate și vorbitori de rusă (3,55%) și armeană (1,3%).